# Carrière romaine du Roquet
Les carrières romaines du Roquet sont un site archéologique situés à Montmirat, dans le département du Gard et la région Occitanie. 

## Situation
Site archéologique de l'antiquité, il se trouve au lieu-dit Tirecorde et Hatelas.

## Historique
Ces carrières font l’objet d’une inscription au titre des monuments historiques depuis le 5 février 1987.